# Gabriella Willems
Gabriella Willems (1 de julho de 1997) é uma judoca belga. Foi medalhista de bronze nos Jogos Olímpicos de Verão de 2024 em Paris.
Willems cresceu em Barchon, na Província de Liège, Bélgica. Seu primeiro nome é uma prova de sua herança italiana, pois seu pai emigrou da região de Veneza, Itália, para trabalhar nas minas de carvão belgas. Ela frequentou a escola primária em Verviers, onde experimentou ginástica e natação antes de se dedicar ao judô e ingressar no J.C.ANDRIMONT, um clube de judô em Dison.
Willems está em um relacionamento com o judoca italiano Christian Parlati. O casal vive em Nápoles.
Tendo vencido vários títulos nacionais juvenis, Willems conquistou seu primeiro título nacional sênior em 2016.
Willems ganhou destaque internacional ao conquistar uma medalha de bronze no Campeonato Mundial de Judô Júnior de 2017 em Zagreb, Croácia. Duas semanas depois, ela foi coroada campeã nacional sênior pela segunda vez.
Willems foi medalhista de prata no Grand Slam de Judô de Düsseldorf de 2020 na categoria ‍-‍70 kg.
Ela começou 2021 bem, com um 5º lugar no Grand Slam de Judô de Tel Aviv em fevereiro e uma medalha de bronze no Grand Slam de Judô de Tbilisi em março. Estando próxima de se qualificar para os Jogos Olímpicos de Verão de 2020 em Tóquio, Japão, em uma luta contra Barbara Matić, Willems rompeu os ligamentos cruzados do joelho direito no Grand Slam de Judô de 2021 em Antália, Turquia, acabando com seus sonhos olímpicos para Tóquio.
Após um longo período de recuperação, Willems voltou a competir um ano depois no Campeonato Europeu de Judô de 2022. Em outubro e novembro daquele ano, ela ganhou medalhas de prata no Grand Slam de Judô de Abu Dhabi de 2022 e no Grand Slam de Judô de Baku de 2022.
A boa forma de Willems continuou em 2023 e ela ganhou uma medalha de bronze no Grand Slam de Judô de Tel Aviv de 2023. Mas, em seguida, mais lesões: primeiro, Willems teve que passar por uma cirurgia de Latarjet para tratar luxações recorrentes do ombro e, então, ao retornar à competição no World Masters de Judô de 2023 em setembro, durante o aquecimento, ela sofreu outra ruptura do ligamento cruzado no mesmo joelho direito que havia lesionado antes.
Após outro longo período de recuperação, Willems voltou a competir no Campeonato Europeu de Judô de 2024, onde foi eliminada na 2ª rodada. Willems teve pouco tempo para acumular os pontos necessários para se qualificar para os Jogos. Precisando terminar pelo menos em 5º lugar no Campeonato Mundial de Judô de 2024 para se qualificar para os Jogos Olímpicos de Verão de 2024, ela conseguiu fazer exatamente isso e garantiu sua vaga para Paris.
Nos Jogos Olímpicos de Verão de 2024, Willems surpreendeu a todos, inclusive a si mesma, ao eliminar atletas classificadas em 2º, 5º e 7º lugar a caminho de conquistar a medalha de bronze na categoria feminina de 70 kg.